# Teatro drammatico ucraino di Charkiv
Il Teatro drammatico ucraino di Charkiv, o Teatro drammatico ucraino accademico di Charkiv intitolato a Taras Ševčenko (in ucraino Харківський академічний український драматичний театр імені Тараса Шевченка?; in russo Харьковский государственный академический украинский драматический театр имени Т. Шевченко?), è il principale teatro di arte drammatica della città di Charkiv in Ucraina ed è dedicato al poeta, scrittore, umanista e pittore Taras Hryhorovyč Ševčenko.

## Storia

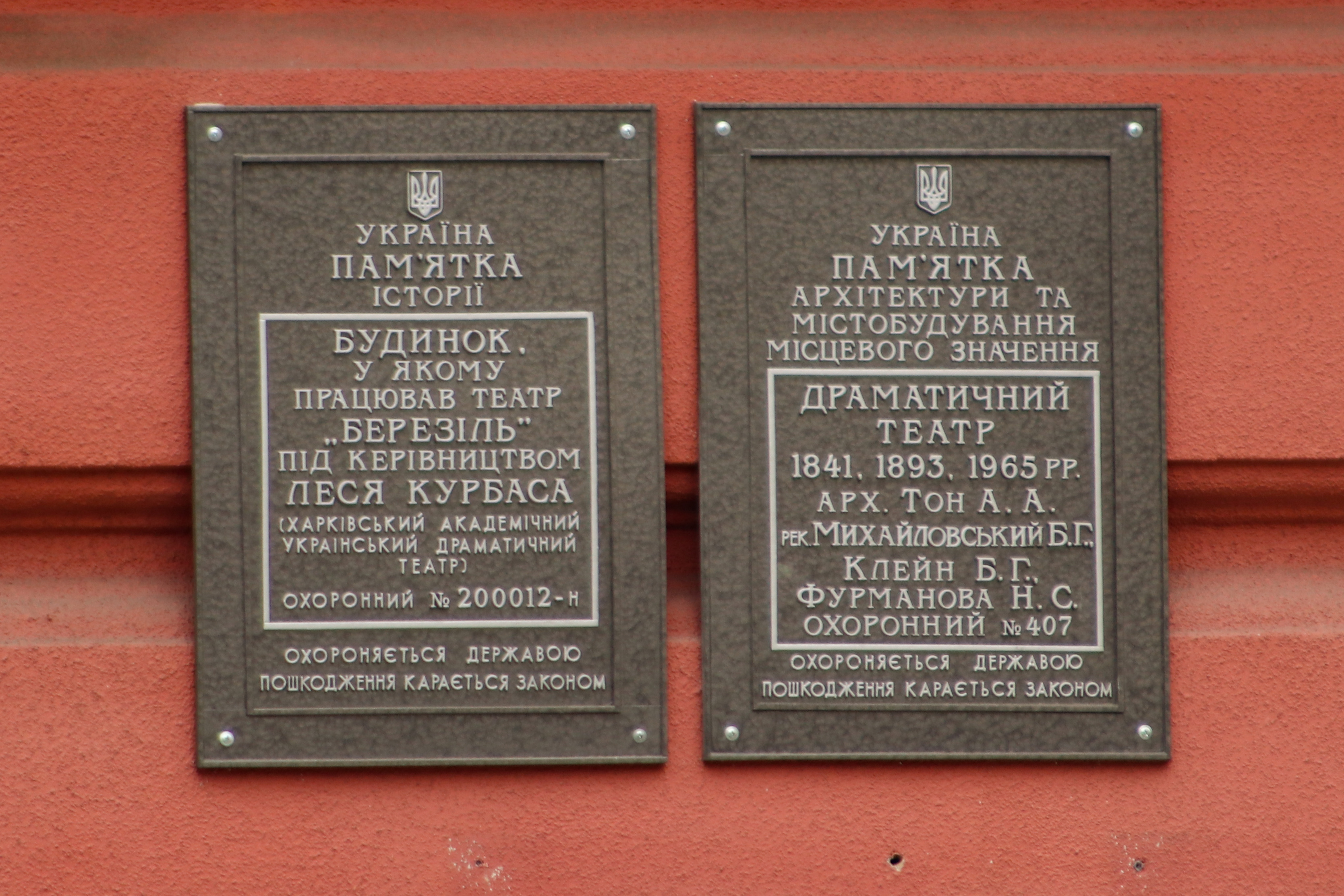
Targhe commemorative poste sulla facciata del teatro

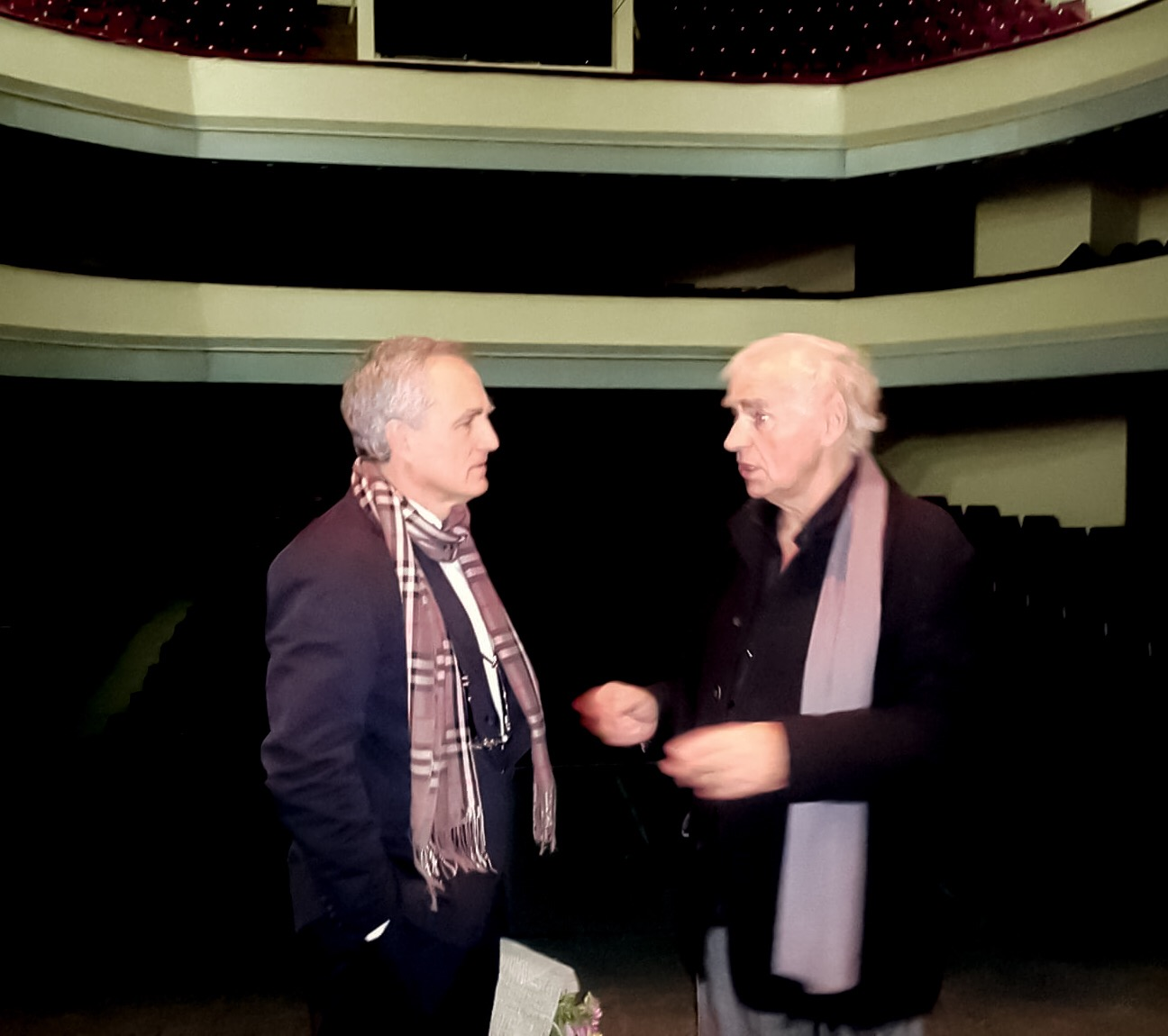
Janusz Głowacki e Andrzej Szczytko nel teatro il 4 dicembre 2014

Il teatro drammatico ucraino di Charkiv è un teatro nazionale fondato nel 1935 e ha sostituito il soppresso Teatro Berezil' che era stato fondato da Les Kurbas nel 1922. Il nuovo teatro si ispirò al realismo socialista privilegiando per il suo repertorio le opere sovietiche, come avveniva per il teatro drammatico ucraino di Kiev. Il primo direttore del teatro fu Marijan Krušelnyc'kyj, che rimase in carica fino al 1952.
A partire dagli anni sessanta il livello dei suoi spettacoli è lentamente regredito. A partire dagli anni novanta è iniziata la sua ripresa grazie ai registi formati da Anatolij Vasil'ev. Dal 2002 al 2005 il direttore artistico è stato Andrij Žoldak e i suoi spettacoli sono stati presentati anche in Germania, Francia, Finlandia, Paesi Bassi, Polonia, Austria, Romania e Russia.

## Descrizione
Il teatro ha due ordini di posti. La platea con 900 posti e i palchi laterali con 115 posti.

## Riconoscimenti
Nel 2004 il cast corale è stato ritenuto dall'International Theatre Institute uno dei migliori complessi d'Europa.